# Рансвайлер
Рансвайлер (нім. Ransweiler) — громада в Німеччині, розташована в землі Рейнланд-Пфальц. Входить до складу району Доннерсберг. Складова частина об'єднання громад Роккенгаузен.
Площа — 4,80 км2. Населення становить 241 ос. (станом на 31 грудня 2020).